# المراقبة في التجارب السريرية
المراقية السريرية: هي الإشراف والجهود الإدارية التي ترصد صحة المشارك وفعالية العلاج أثناء تجربة سريرية، تتطلب كل من وكالات تمويل المنح المستقلة والتي تديرها الحكومة، مثل المعاهد الوطنية للصحة. ومنظمة الصحة العالمية. بيانات وبروتوكولات مراقبة السلام للمرحلة الأولى والثانية من التجارب السريرية المطابقة لمعاييرهم.

## مراقبة السلامة
يتم إجراء مراقبة السلامة للتجربة السريرية بواسطة طبيب مستقل يتمتع بالخبرة ذات الصلة، يتم تحقيق ذلك من خلال مراجعة الأحداث السلبية، فور حدوثها، مع المتابعة في الوقت المناسب من خلال الحل.
تعتمد المسؤولية عن البيانات ومراقبة السلامة على مرحلة الدراسة ويمكن إجراؤها من قبل الراعي أو موظفي منظمة البحث التعاقدي أو المقاول، و/ أو من قبل المحقق السريري الرئيسي/ مدير المشروع الذي يجري الدراسة، بغض النظر عن الطريقة المستخدمة، يجب إجراء المراقبة على أساس منتظم، تقع مسؤولية الإشراف على نشاط المراقبة على عاتق الراعي.

## جوانب المراقبة
وفقًا لمركز تقييم وبحوث الأدوية التابع لإدارة الغذاء والدواء الأمريكية، فإن الفئات الخمس الأولى لنقص عمليات تفتيش المواقع التي تم اكتشافها بواسطة المراقبين السريريين كما ورد في تقرير عام (2001) إلى الأمة. هي:
- عدم اتباع بروتوكول التحقيق (يجب أن تخضع الإجراءات وموضوعات العلاج، وكذلك جدول التقييمات).
- عدم الاحتفاظ بسجلات كافية ودقيقة.
- مشاكل في استمارة الموافقة المستنيرة.
- عدم الإبلاغ عن الأحداث السلبية.
- عدم حساب التصرف في أدوية الدراسة.

لذلك فإن الهدف الأساسي من مراقبة التجارب السريرية هو مراقبة كل موقع من مواقع التجارب للتأكد من اتباع إجراءات التشغيل الموحدة للتجربة، والإبلاغ عن أي انحرافات عن خطة التحقيق عند حدوثها وإدارتها، تتطلب خطط المراقبة في الولايات المتحدة أيضًا بروتوكولًا واضحًا للإبلاغ عن الآثار السلبية غير المرغوب فيها الناتجة عن العلاج إلى مجلس المراجعة المؤسسية وإدارة الغذاء والدواء الأمريكية والمؤسسة التي تمول البحث.
تحتفظ إدارة الغذاء والدواء نفسها بنظام الإبلاغ عن الأحداث الضارة لمثل هذه الأحداث في التجارب السريرية التي تشرف عليها في الولايات المتحدة.

## وظائف المراقبة السريرية
يقوم المراقبون السريريون بتنفيذ خطة المراقبة التي وضعها رعاة ومحققو التجارب السريرية، يمكن الإشارة إلى الشاشات بالعديد من العناوين المختلفة، مثل: مساعد الأبحاث السريرية، ومراقب «في الموقع»، ومراقب الأبحاث السريرية، ومراقب موقع الدراسة، وأخصائي الجودة يعتمد عدد المراقبين السريريين على حجم ونطاق التجربة.
تتطلب جميع عمليات المراقبة الميدانية تقريبًا زيارات منتظمة للموقع من قبل مساعد البحث السريري طوال فترة الدراسة في بعض الأحيان، قد تتم مراقبة دراسة بسيطة للغاية منخفضة المخاطر بشكل حصري تقريبًا عبر الهاتف باستثناء زيارات بدء التشغيل والإغلاق بما أن مفهوم «المخاطر المنخفضة» هو مفهوم شخصي، يجب وضع هذا التعريف في السياسات والإجراءات الداخلية.

## تعقيد المراقبة
يختلف مستوى تدقيق المراقبة عبر الدراسات بناءً على مخاطر وطبيعة التجربة.
عادة ما تشمل الاعتبارات التي تؤثر على تصميم خطط المراقبة:
تعقيد البروتوكول (بما في ذلك السمية، ووجود مجموعات سكانية خاصة داخل مجموعات العينة، ومقدار التفاعل المطلوب، وطول العلاج، وما إلى ذلك)
- مخاطر العلاج
- يجري تقييم المرض
- عدد المواد الدراسية المقيدة بالموقع
- عدد مواقع العلاج (مثل عدد العيادات التي يمكنها الوصول إلى العلاج وتحديده)
- أداء الموقع
- الراعي مراقبة بروتوكولات التشغيل القياسية

تعتمد العديد من هذه العوامل على مرحلة التجربة السريرية على سبيل المثال، في بعض دراسات المرحلة الأولى المبكرة للأدوية التي تكون آثارها على أفراد مختلفين غير معروفة، قد يُطلب من جهاز المراقبة أن يكون موجودًا خلال كل أو جزء من علاج المريض بينما تتضمن تحقيقات المرحلة الثانية عادة مواقع تحقيق متعددة.
يجب أن تظل خطة المراقبة الشاملة متسقة إلى حد ما، ولكن إستراتيجية المواقع الفردية قد تتغير بشكل كبير أثناء سير الدراسة اعتمادًا على ظروف الدراسة وأداء الموقع.